# Alice Gentle
Alice Gentle, née le 30 juin 1885 et morte le 28 février 1958 à Oakland en Californie, est une mezzo-soprano lyrique américaine et actrice dans trois films.

## Biographie
Alice Gentle naît le 30 juin 1885 à Chatsworth en Illinois.

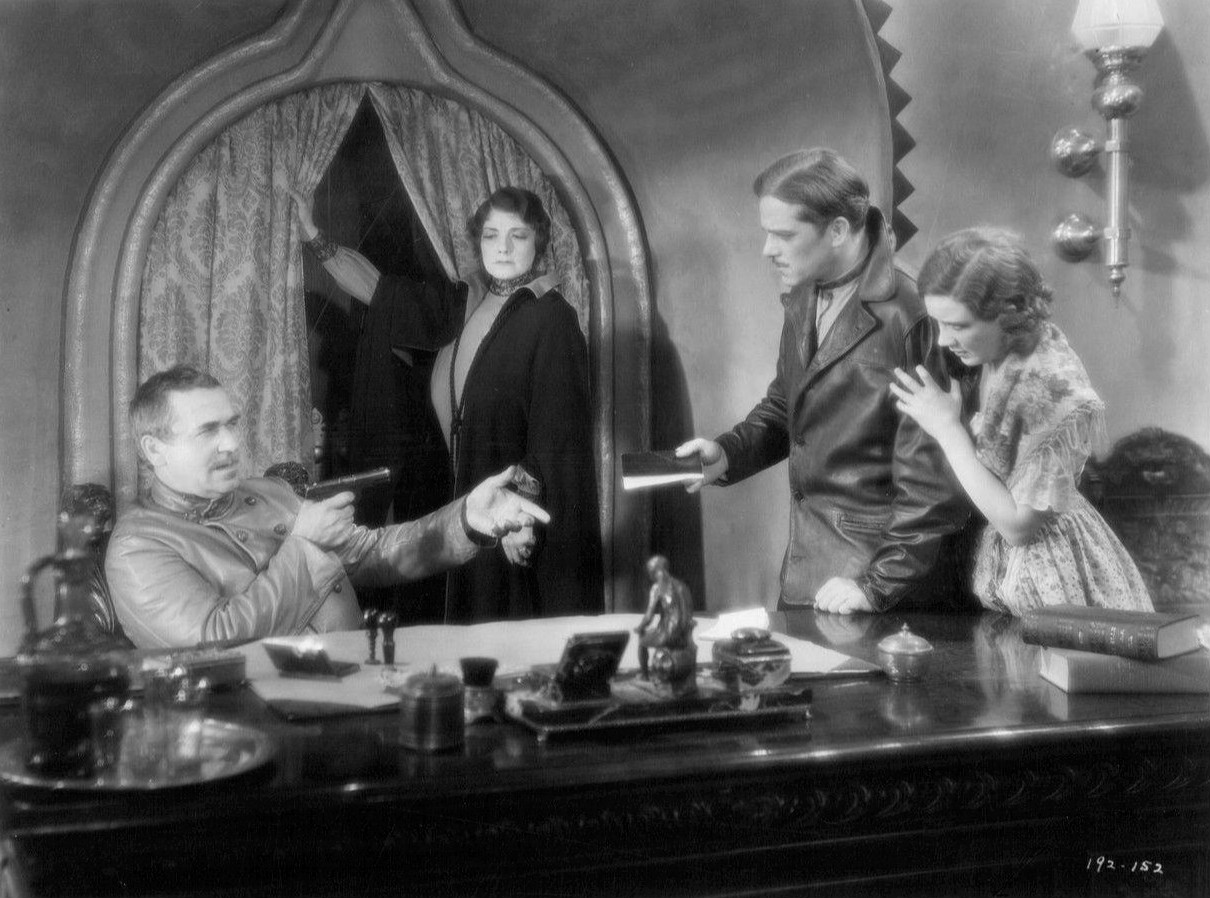
Alice Gentle (deuxième à partir de la gauche) dans une scène du film de 1930 Le Chant de la flamme.

Elle commence sa carrière en 1908 comme membre du chœur d'opéra de la Manhattan Opera Company (MOC) d'Oscar Hammerstein I. Impressionné par les talents de Gentle, Hammerstein commence à lui confier des rôles secondaires dans des productions MOC en 1909, à commencer par le rôle de Mercédès dans Carmen de Georges Bizet. Elle chante avec le MOC et avec la Philadelphia Opera Company de Hammerstein jusqu'en 1910, dont Emilia dans Otello, la première servante dans Elektra, Flora dans La traviata, Lola dans Cavalleria rusticana, Maddalena dans Rigoletto, Nicklausse dans Les Contes d'Hoffmann, et Siébel dans Faust, entre autres.
En 1916 Gentle interprété le rôle de Federico dans Mignon d'Ambroise Thomas à La Scala de Milan.Elle chante une saison au Metropolitan Opera, faisant ses débuts avec la compagnie en 1918 dans le rôle de Preziosilla dans La forza del destino. Plus tard dans l'année, elle crée le rôle de Frugola dans la première mondiale de  Il Tabarro de Puccini. Son seul autre rôle au Met est Fatima à Oberon en 1919. En 1923, elle fait une tournée aux États-Unis en tant que Carmen avec la San Carlo Opera Company. Elle joue dans trois films au début des années 1930 : Le Chant de la flamme (1930), Golden Dawn (1930), et Carioca (1933). En 1940, elle fait sa dernière apparition sur scène au Los Angeles Civic Light Opera dans le rôle de Mme Cripps dans H. M. S. Pinafore.
Elle meurt le 28 février 1958 à Oakland en Californie.